# Decaspermum glabrum
Decaspermum glabrum är en myrtenväxtart som beskrevs av Ho Tseng Chang och Ru Huai Miao. Decaspermum glabrum ingår i släktet Decaspermum och familjen myrtenväxter. Inga underarter finns listade i Catalogue of Life.